# Josef Pekař

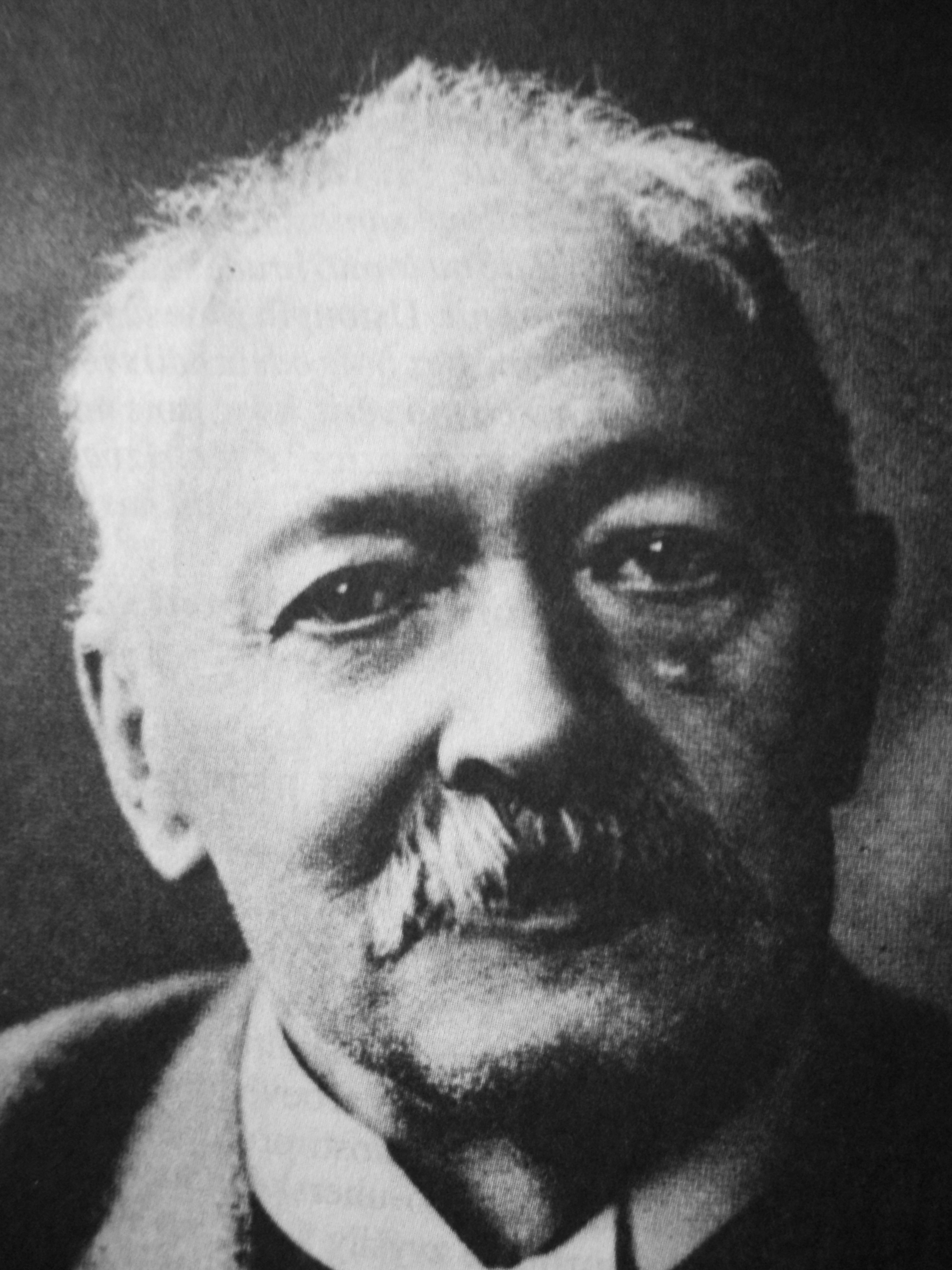
Josef Pekař

Josef Pekař (* 12. April 1870 in Malý Rohozec; † 23. Januar 1937 in Prag) war ein tschechischer Historiker.

## Leben
Der Schüler von Jaroslav Goll und Antonín Rezek an der tschechischen Karls-Universität Prag promovierte 1893 zum Doktor der Philosophie, unterrichtete 1895 am Gymnasium in Mladá Boleslav (Jungbunzlau) und ein Jahr später in Prag. 1896 war er bei der Straka-Akademie für junge katholische Adelige tätig. 1894 unternahm er eine Studienreise und besuchte an der Universität in Erlangen Vorlesungen des Historikers Friedrich von Bezold und an der Universität in Berlin Vorlesungen von Heinrich von Treitschke und Eduard Zeller. 1897 wurde er Dozent für österreichische Geschichte und Supplent dieses Faches an der tschechischen Karls-Universität in Prag, wurde 1902 außerordentlicher und 1905 ordentlicher Professor für österreichische Geschichte an der tschechischen Karls-Universität Prag. Die Habilitations-Schrift hatte als Thema das Komplott gegen Generalfeldmarschall Wallenstein (Dějiny Valdštejnského spiknutí 1630–1634). Als Privatdozent an der tschechischen Philosophischen Fakultät vertrat er seit Sommer 1897 Professor Antonin Rezek und wurde Mitvorsitzender des historischen Seminars. 1904 initiierte er die Reorganisation des Historischen Clubs. 1909 bis 1910 amtierte Pekař als Dekan der Fakultät und war 1931 bis 1932  Rektor der Universität. 1935 wies er die angebotene Kandidatur für das Amt des Präsidenten der Tschechoslowakei zurück.
Seit 1893 schrieb Josef Pekař Zeitungsbeiträge, seit 1898 arbeitete er als Redakteur der Zeitschrift Český časopis historický (Tschechische historische Zeitschrift). In den 90er-Jahren trug er Argumente gegen die Echtheit der Grünberger Handschrift zusammen und veröffentlichte 1895 seine Habilitations-Schrift über das Wallenstein-Komplott. In seinen wissenschaftlichen Publikationen setzte er sich mit einem breiten wissenschaftlichen Spektrum mit der ältesten Geschichte in Böhmen, der Hussitenzeit und den Geschehnissen im 17. und 18. Jahrhundert auseinander. 1912 begann er einen wissenschaftlichen Disput mit Tomáš Garrigue Masaryk über die sinngebenden Kräfte in der böhmischen Geschichte. Pekař widersprach dabei Masaryk, der die Auffassung vertrat, dass die wechselnden Religionszugehörigkeiten eine tragende Rolle gespielt haben. Pekař selbst vertrat den völkisch-nationalen Gesichtspunkt. Seine  Auffassung der negativen Beurteilung der Hussitenkriege und die positive Darstellung der Zeit nach der Schlacht am Weißen Berg während des Dreißigjährigen Krieges (1618–1648) wurde später durch die Ideologie  des Marxismus abgelehnt.

## Publikationen

### Bibliographie
- Dějiny Valdštejnského spiknutí 1630–1634. 1895 (Geschichte der Wallensteiner Verschwörung – deutsch Wallenstein 1630–1634. 1937).
- O době husitské. 1900 (Über die Zeit der Hussiten).
- K českým dějinám agrárním ve středověku. 1901 (Tschechische Agrargeschichte im Mittelalter).
- Nejstarší legenda česká. 1903 (Die älteste tschechische Legende).
- Kniha o Kosti. 2 Teile, 1910–1911 (Das Buch über die Herrschaft Kost, eine zweiteilige historische Monographie).
- Masarykova česká filosofie. 1912 (Masaryks tschechische Philosophie).
- František Palacký. 1912.
- České katastry 1654–1789. 2. Auflage. 1932, OCLC 567959129 (Böhmische Kataster 1654–1789).
- Dějiny naší říše. 1914 (Geschichte unseres Reiches – später Dějiny československé – Geschichte der Tschechoslowakei – hier fasste er seine geschichtliche Auffassung für den Schulunterricht zusammen – deutsch 1988).
- František Josef I. 1916 (Franz Josef I.).
- Říjen 1918. 1920 (Oktober 1918 – die Gründung der Tschechoslowakei).
- Z české fronty. 2 Bände, 1917–1919 (Von der tschechischen Front).
- Bílá Hora její příčiny a následky. 1921 (Weißer Berg, Ursachen und Folgen).
- Tři kapitoly z boje o svatého Jana Nepomuckého. 1921 (Drei Kapitel aus dem Kampf um den Hl. Johannes von Nepomuk).
- Světová válka; stati o jejím vzniku a osudech. 1921 (Der Weltkrieg, Essays über seinen Beginn und seine Schicksale).
- Omyly a nebezpečí pozemkové reformy. 1923 (Irrtümer und Gefahren der Bodenreform – deutsch 1924).
- Žižka a jeho doba. 4 Bände, 1927–1933 (Žižka und seine Zeit).
- Svatý Václav. 1929 (Der Heilige Wenzel).
- Smysl českých dějin. 1929 (Der Sinn der tschechischen Geschichte – deutsch 1961).
- Valdštejn. 1933 (Wallenstein).
- O povstání kralevice Přemysla proti králi Václavovi. 1941 (Über den Aufstand des Königssohnes Přemysl gegen König Wenzel).
- Z duchovních dějin českých. 1941 (Die geistige Geschichte Böhmens).
- Listy úcty a přátelství. 1941 (Korrespondenz mit Jaroslav Goll).

### In deutscher Sprache publizierte Werke
- Die Wenzels- und Ludmila-Legenden und die Echtheit Christians. 1906.
- Irrtümer und Gefahren der Bodenreform. J. G. Calve, Prag 1924 (tschechisch: Omyly a nebezpečí pozemkové reformy. Übersetzt von Eugen Czernin).
- Wallenstein 1630–1634. Tragödie der Verschwörung. Metzner, Berlin 1937 (tschechisch: Dějiny Valdštejnského spiknutí 1630–1634. Übersetzt von Josef Pekař).
- Um eine neue Geschichte im Dritten Reiche. Publikationsstelle des Preußischen Geheimen Staatsarchivs, Berlin-Dahlem 1938 (tschechisch: O nový dějepis v Třetí Říši. Übersetzt von Josef Pekař).
- Der Sinn der tschechischen Geschichte. Presseverein Volksbote, München 1961 (tschechisch: Smysl českých dějin. 1929.).
- Tschechoslowakische Geschichte für die höchsten Klassen der Mittelschulen. Sudetendeutsches Archiv, München 1988, ISBN 3-926303-06-9 (Nachdruck der Ausgabe vom Verlag des Historischen Clubs, Prag 1921).